# Antonello Trombadori
Antonello Trombadori, né le 10 juin 1917 à Rome (Latium) et mort le 19 janvier 1993 dans la même ville, est un résistant antifasciste, journaliste, poète en dialecte romanesco, critique d'art, critique de cinéma, scénariste de cinéma et homme politique communiste italien.

## Biographie
Né dans une famille d'artistes d'origine sicilienne (son père Francesco est peintre), il vit une jeunesse heureuse dans la maison-atelier de la Villa Strohl Fern, entrant en contact avec de nombreux intellectuels de l'époque. Ami proche de Renato Guttuso, il collabore dans sa jeunesse à plusieurs revues importantes, telles que La Ruota, Primato, Città, Corrente, Cinema. Il fréquente le lycée à Mamiani, Viale delle Milizie, puis le lycée Visconti, Piazza del Collegio Romano, fréquenté également par Paolo Bufalini et Giulio Andreotti. Membre des groupes universitaires fascistes, il participe aux Littoriali della cultura e dell'arte de Naples (1937) et de Bologne (1940). Par la suite, après une première sympathie pour le socialisme libéral (son grand ami était Bruno Zevi), il se rapproche rapidement du Parti communiste clandestin, auquel il adhère après l'entrée en guerre de l'Italie.

### Militantisme antifasciste
Officier des Bersagliers, Trombadori est envoyé sur le front gréco-albanais, où il est blessé et, pour cette raison, renvoyé dans la capitale en congé de convalescence. À Rome, en 1941, il est arrêté avec d'autres étudiants et travailleurs pour avoir organisé des émeutes anti-guerre à l'université de Rome, et il est condamné à l'emprisonnement par le Tribunal spécial ; Benito Mussolini lui offre la possibilité de l'exonérer de toute charge, en raison de l'importance de sa famille, en cas de repentir public. Trombadori refuse tout compromis et est enfermé à Carsoli.
À la chute du fascisme, Trombadori retourne à Rome. Après l'armistice du 8 septembre et la fuite des Savoie de Rome, en l'absence de commandement militaire, il participe à la défense populaire désespérée de la capitale contre l'occupation allemande à Porta San Paolo, après avoir tenté de distribuer des armes à la résistance sous les ordres de Luigi Longo et avec le soutien du général Giacomo Carboni.
Pendant l'occupation allemande de la ville, il forme les Groupes d'action patriotique (GAP), une formation de partisans chargée de mener des attaques et des sabotages contre l'ennemi. Arrêté le 2 février 1944 par les SS, Trombadori est emprisonné d'abord à Via Tasso, puis à Regina Cœli. Il réussit à échapper à son exécution lors du massacre des Fosses ardéatines, grâce à l'action du médecin socialiste de la prison, Alfredo Monaco (it), qui l'hospitalise temporairement à l'infirmerie, puis il est envoyé aux travaux forcés. Il est ensuite envoyé aux travaux forcés sur le front d'Anzio, d'où il s'évade, reprenant son activité clandestine jusqu'au jour de la libération de Rome, le 4 juin 1944. Pour ses mérites de combattant, il reçoit la médaille d'argent de la valeur militaire.

### L'après-guerre
Après la Libération, Trombadori organise l'exposition L'arte contro la barbarie. En 1945, il présente l'album de dessins Gott mit uns de Renato Guttuso et, la même année, il assiste Roberto Rossellini à réaliser le chef-d'œuvre Rome, ville ouverte. Il épouse Fulvia Trozzi, fille du célèbre avocat et député socialiste Mario Trozzi, dont il a deux enfants : Duccio et Lucilla ; il a ensuite trois petits-enfants : Cecilia (1976), Hortensia (1979) et Charlotte (1991).
Dans l'après-guerre, il alterne sa vie de fonctionnaire du Parti communiste italien (il est chargé de la surveillance de Palmiro Togliatti) avec celle de critique d'art et de cinéma (dans le journal du PCI L'Unità et dans la revue Rinascita (it)) en faveur du néoréalisme et de la culture de l'engagement : son initiative est à l'origine du succès du film de Luchino Visconti La terre tremble (1948), de la création du Circolo del Cinema, ainsi que de la naissance de la revue d'orientation marxiste Il Contemporaneo, dont il est le rédacteur en chef de 1954 à 1964.
En 1956, il est élu conseiller municipal à Rome, sur les listes du PCI, et est confirmé dans ses fonctions lors des élections suivantes, en 1960, 1962 et 1966. En 1967, il est envoyé spécial comme correspondant de guerre au Viêt Nam pour L'Unità. En 1968, il est élu député au Parlement et il est confirmé dans ses fonctions lors des trois législatures suivantes, jusqu'en 1983.
Après la contestation des jeunes, en polémique avec la dérive extrémiste à l'intérieur et à l'extérieur du PCI, Trombadori revient progressivement à des positions de plus en plus proches du socialisme libéral de ses origines. Il se rapproche également des positions « philosocialistes » de représentants communistes tels que Paolo Bufalini et Giorgio Napolitano.

## Communiste modéré
Les communistes orthodoxes ont beaucoup critiqué sa thèse selon laquelle la véritable révolution russe est « celle de février 1917, de Kerenski, qui renverse le tsarisme et introduit la démocratie dans le pays, et non celle d'octobre de la même année, de Lénine et des soviets, plus proche d'un coup d'État que d'une révolution ».
À partir de 1976, année où Bettino Craxi devient secrétaire du Parti socialiste italien (PSI), Trombadori entame une réflexion progressive qui le conduira en 1993 à se déclarer « non plus communiste » et à voter pour le PSI. Avant même ce « tournant » personnel, il était d'accord avec Craxi sur la réforme de l'échelle mobile des salaires, qui a commencé avec le décret de San Valentino, et n'a réservé sa seule critique au secrétaire de l'œillet que lors de l'enlèvement d'Aldo Moro, en désapprouvant sa proposition de « négociations » avec les Brigades rouges. On estime toutefois que « chez Trombadori, il n'y avait aucune trace de l'antisocialisme typique de la direction communiste de Berlinguer et que Craxi exerçait sur lui une certaine fascination ».

## Publications

### Œuvres critiques
Les contributions critiques les plus importantes de Trombadori comprennent les essais introductifs des catalogues des rétrospectives Donghi et Scipione (toutes deux en 1985), Scuola Romana (1986) et Roma appena ieri (1987). Il a également édité le catalogue des œuvres d'art de la Chambre des députés.

### Œuvres en romanesco
Trombadori était également un poète apprécié en dialecte romanesco. Sa première édition de poèmes date de 1980 (La palommèlla, éd. Scheiwiller). Par la suite, pendant une décennie, il a écrit des sonnets sur la page romaine d'Il Messaggero et les a publiés en volume (Indovinela grillo, Newton Compton, 1988).

## Filmographie
- 1954 : Picasso de Luciano Emmer
- 1961 : Viva l'Italia de Roberto Rossellini
- 1961 : Vanina Vanini de Roberto Rossellini